# 海麗邨巴士總站
海麗邨巴士總站（英語：Hoi Lai Estate Bus Terminus）是位於香港深水埗區長沙灣深旺道的巴士總站，鄰近泓景臺及碧海藍天，有9條巴士路線以本站作總站。是九龍區少數由九巴以外的巴士公司全權管理的巴士總站。

## 歷史及概要
- 2005年5月：隨海麗邨入伙，海麗邨公共運輸交匯處啟用。
- 2005年5月9日：新巴702線總站由蘇屋邨遷往該處，成為率先進駐本站的巴士路線。
- 2005年6月13日：新巴701線總站由南昌站延長至該處。
- 2006年1月3日：新巴702A線投入服務。
- 2006年1月8日：隧巴914、914X線及971線總站由南昌站延長至該處。
- 2009年8月16日：九巴12線總站由深水埗（東京街）延長至該處。

由於海麗邨在設計時原定屬於居者有其屋，加上預料居民為中產人士及原公屋富戶，政府也貫徹以鐵路為主要交通的政策，在本站開辦數條途經或以鐵路車站為總站的巴士或小巴路線，希望本邨居民以使用鐵路為主，因此本邨內的交通交匯處的面積較細。但由於本邨後來改以公共屋邨出租，而居民大多是基層人士，加上本邨的地理位置不接近鐵路站，使到本交匯處在引入數條對外的巴士路線後，由於需求大，開始逐漸飽和，更出現兩條巴士路線共用同一條路坑或巴士需轉彎直出才能登車的情況。
由於新巴投得西九龍新區的巴士路線轉營權，因此本站的路線絕大部份是由新巴經營，直至2023年城巴新巴專營權合併後改由城巴經營。
2009年8月16日，九龍巴士12線在港鐵西鐵綫（現為屯馬綫）九龍南綫通車後，延長總站至本邨，但因本交匯處己沒有足夠位置可以停泊多一條巴士路線，因此此線只能停泊在海麗商場對出，可見此總站的飽和程度。
2020年6月22日，新巴702A線起點延長至海盈邨，同年7月22日起取消下午班次，由7月22日開辦的702B線取代。
2020年11月16日，九巴12P線投入服務。

## 總站路線資料（巴士）

### 九龍巴士12線

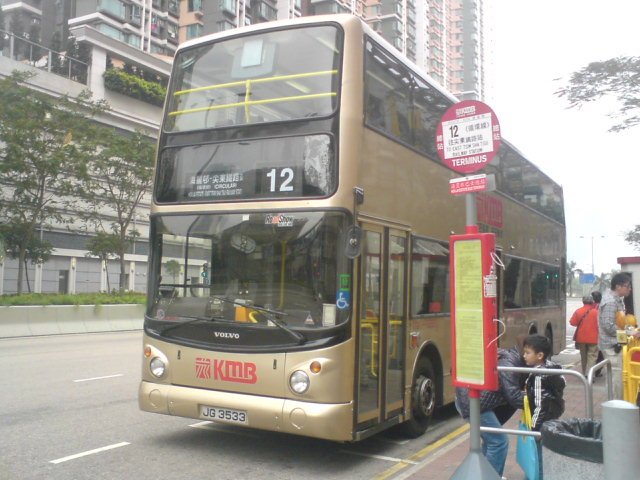
九龍巴士12線，攝於海麗邨商場對出，即本線於海麗邨的總站。

- 海麗邨 ↔ 尖沙咀東（麼地道）

於1930年代初起服務，由中巴經營，當時來往尖沙咀及深水埗。於1933年6月11日，地區專營權生效，九巴取得本線的專營權。2009年8月16日，為配合港鐵九龍南綫通車及西鐵綫延長至紅磡站，總站由深水埗（東京街）巴士總站改為海麗邨巴士總站並繞經尖東站（新世界中心），為九巴首條服務新巴取得專營權的西九龍新區的非過海巴士路線。本總站設于深旺道街站。

### 九龍巴士12P線
- 海麗邨 → 紅磡站

### 城巴701線
- 海麗邨 ↺ 旺角

於2003年12月16日起投入服務，以配合九廣西鐵於2003年12月20日通車，初時來往南昌站至旺角火車站（現稱港鐵旺角東站），以循環線形式運作。2005年6月13日，在區議員及居民大力爭取下，本線由南昌站延長至海麗邨巴士總站。由於能夠方便西九龍新區一帶的居民往來旺角市中心購物及工作，且有部份前往較接近旺角中心的南昌站轉乘港鐵西鐵綫的乘客也會乘坐本線，加上本線較九巴18線頻密，因此客量非常不俗。

### 城巴702線
- 海麗邨 ↺ 九龍塘（又一城）

於2003年3月17日起投入服務，當時來往蘇屋至長沙灣（深盛路）。2005年5月9日，隨海麗邨落成入伙，總站遷往海麗邨。2011年7月5日因應九龍專線小巴10A及10M停辦，更改路線為來往海麗邨及又一城。

### 過海隧道巴士914線
- 海麗邨 ↔ 天后站

於1992年5月30日投入服務，當時路線編號為114線，來往深水埗碼頭及中環港澳碼頭，由九巴及中巴（現為城巴）聯合營辦。1997年5月1日為配合西區海底隧道通車，本線總站延長至銅鑼灣（天后）及改經西隧，並改稱為914。及後由新巴接辦，亦不再途經彌敦道，在2006年1月8日九龍區總站亦延長至海麗邨，為西九龍新區居民提供過海隧道巴士服務。本線的班次比905線疏落，與905線亦有重疊部份，脫班情況亦十分嚴重，縱然如此，繁忙時間該線也一樣會出現頂閘情況。

### 過海隧道巴士971線
- 香港仔（石排灣） ↔ 海麗邨

於2003年12月16日投入服務，為新巴配合九廣西鐵（現為港鐵屯馬綫的一部分）即將通車而開辦，當時來往南昌站至石排灣，後來為配合海麗邨入伙而把總站遷往該處。由於本線初時不是行經市區心臟地帶，初時除繁忙時間外客量只屬一般。但於2010年7月3日起改經彌敦道，由於客源增加，而本線亦是域多利道沿線唯一的過海隧道巴士線，比隧巴104更能直接到達堅尼地城，因此客量有所增長。在清明時節本線的客量便會激增數倍，新巴便會自行加密班次及派出12米低地台雙層空調巴士行走本路線。

## 總站路線資料（專線小巴）

### 九龍區專線小巴44A線
- 海麗邨 ↔ 荔枝角站

### 九龍區專線小巴44S線
- 海麗邨 ↺ 青山道

### 九龍區專線小巴81K線
- 海麗邨 ↺ 美孚站

## 途經路線資料（巴士）

### 城巴A21線
- 紅磡站 ↔ 機場

於1998年7月6日起配合新機場啟用而投入服務，於1999年12月12日起，往機場方向不再途經亞皆老街、櫻桃街、深旺道及荔寶路以避免塞車，並改經海輝道（維港灣）及連翔道，往紅磡站方向改經西九龍走廊。2007年7月16日起往機場方向改經深旺道及荔寶路，以方便西九龍新區居民前往機場。由於本路線途經九龍市區及多間酒店，因此會有很多遊客乘搭往來機場及酒店區。在九巴12線還未延長至海麗邨之前，由於選擇不多，該帶居民會利用此線作來往油尖旺區，因此城巴在該帶設置往紅磡站的單向分段收費。

### 城巴702B線
- 白田（北） ↺ 海盈邨

2020年7月22日開辦，取代702A線下午班次。

## 車坑分佈
| 車坑分佈（以入口最左邊起計） | 車坑分佈（以入口最左邊起計） | 車坑分佈（以入口最左邊起計）       |
| 車坑編號                     | 車坑數目                     | 路線                               |
| ---------------------------- | ---------------------------- | ---------------------------------- |
| 1                            | 雙坑                         | 城巴701、701S、702線               |
| 2                            | 單坑                         | 過海隧道巴士914、914P、914X、971線 |
| 3                            | 單坑                         | 專線小巴44A、44S、81K線            |
| 4                            | 單坑                         | 的士站                             |
| 5                            | 出口                         | 九龍巴士12、12P線 城巴702B、A21線  |

## 外部連結
- 九巴 （页面存档备份，存于）
- 海麗邨巴士總站 （页面存档备份，存于），城巴／新巴
- 香港巴士大典上的相关条目：海麗邨公共運輸交匯處